# Scream! (песня The Misfits)
Scream! (англ. Кричи!) — песня группы The Misfits с альбома Famous Monsters. Сингл планировался в качестве саундтрека к фильму «Крик 2».

## Список композиций
1. «Scream!» — 2:34
2. «Scream!» (демо-версия)

Демоверсия песни также содержится на сборнике Cuts from the Crypt.

## Видеоклип
По сюжету клипа, группа в образе зомби нападает на больницу. Существует две версии клипа. Первая версии клипа чёрно-белая. Другая, полная, версия — цветная. Видеоклип поставлен известным режиссёром фильмов ужасов Джорджем Ромеро, снявшим «Ночь живых мертвецов», и Ричардом Доннером, который был режиссёром многих эпизодов хоррор-сериала «Байки из склепа».
Видео было выпущено на кассетах.